# Torneo di Wimbledon 2018
Il torneo di Wimbledon 2018 è stata la 132ª edizione dei Championships, torneo di tennis che si gioca sull'erba e terza prova stagionale dello Slam per il 2018; si è disputata tra il 2 luglio e il 15 luglio 2018 sui 19 campi dell'All England Lawn Tennis and Croquet Club, comprendendo per la categoria Seniors i tornei di singolare maschile e femminile, e di doppio maschile, femminile e misto. Roger Federer era il campione in carica del singolare maschile, mentre Garbiñe Muguruza del singolare femminile.

## Torneo

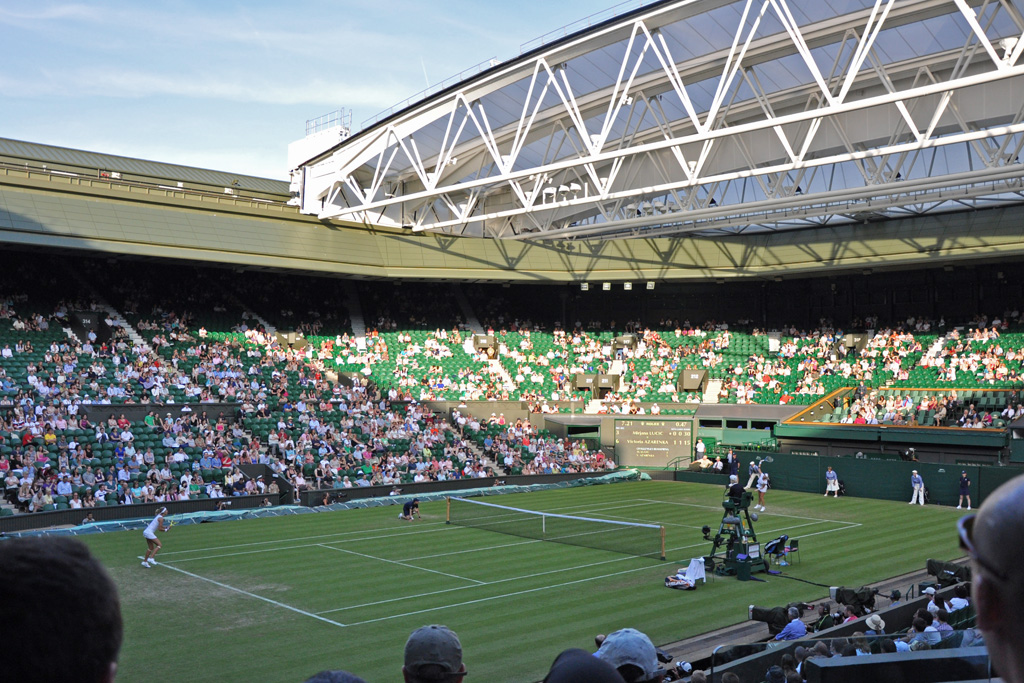
Il Centre Court dove vengono disputate le finali

Il Torneo di Wimbledon 2018 è la 132ª edizione del torneo e si disputa all'All England Lawn Tennis and Croquet Club di Londra.
Il torneo è gestito dall'International Tennis Federation (ITF) ed è incluso nei calendari dell'ATP World Tour 2018 e del WTA Tour 2018, sotto la categoria Grande Slam. Il torneo comprende il singolare (maschile, femminile, ragazzi e ragazze), il doppio (maschile, femminile, ragazzi e ragazze) e il doppio misto. Inoltre comprende il doppio sia maschile che femminile in carrozzina e per la prima volta nella storia del torneo ci sarà il singolare maschile e femminile in carrozzina. Il torneo è giocato nei campi dell All England Lawn Tennis and Croquet Club, inclusi i quattro campi principali: il Centre Court, il No. 1 Court, il No. 2 Court e il No. 3 Court.

## Programma del torneo
Il torneo si svolge in 13 giornate divise in due settimane, nella 1ª domenica tradizionalmente non si gioca, questo giorno viene chiamato Middle Sunday.

## Teste di serie nel singolare
Le teste di serie per il Torneo di Wimbledon 2018 sono state annunciate mercoledì 27 giugno 2018.
| Legenda colori              |
| Vincitore                   |
| Finalista                   |
| Semifinalista               |
| Quarti di finale            |
| Eliminati al 1T, 2T, 3T, 4T |

### Singolare maschile
Le teste di serie maschili sono assegnate seguendo una classifica speciale data dalla somma dei seguenti fattori:
- Punti dall'ATP Entry Ranking al 25 giugno 2018.
- 100% dei punti ottenuti sull'erba negli ultimi 12 mesi.
- 75% dei punti ottenuti sull'erba nei 12 mesi ancora precedenti.

Ranking e punteggio precedente al 2 luglio 2018.
| Tds | Rank | Giocatore             | Punteggio precedente | Punti da difendere | Punti conquistati | Nuovo punteggio | Situazione                                   |
| --- | ---- | --------------------- | -------------------- | ------------------ | ----------------- | --------------- | -------------------------------------------- |
| 1   | 2    | Roger Federer         | 8.720                | 2.000              | 360               | 7.080           | Eliminato ai QF da Kevin Anderson [8]        |
| 2   | 1    | Rafael Nadal          | 8.770                | 180                | 720               | 9.310           | Eliminato in SF da Novak Đoković [12]        |
| 3   | 5    | Marin Čilić           | 5.060                | 1.200              | 45                | 3.905           | Eliminato al 2°T da Guido Pella              |
| 4   | 3    | Alexander Zverev      | 5.755                | 180                | 90                | 5.665           | Eliminato al 3°T da Ernests Gulbis [Q]       |
| 5   | 4    | Juan Martín del Potro | 5.080                | 45                 | 360               | 5.395           | Eliminato ai QF da Rafael Nadal [2]          |
| 6   | 6    | Grigor Dimitrov       | 4.780                | 180                | 10                | 4.610           | Eliminato al 1°T da Stan Wawrinka            |
| 7   | 7    | Dominic Thiem         | 3.835                | 180                | 10                | 3.665           | Ritirato al 1°T contro Marcos Baghdatis      |
| 8   | 8    | Kevin Anderson        | 3.635                | 180                | 1200              | 4.655           | Sconfitto in finale da Novak Đoković [12]    |
| 9   | 10   | John Isner            | 3.045                | 45                 | 720               | 3.720           | Eliminato in SF da Kevin Anderson [8]        |
| 10  | 9    | David Goffin          | 3.110                | 0                  | 10                | 3.120           | Eliminato al 1°T da Matthew Ebden            |
| 11  | 13   | Sam Querrey           | 2.130                | 720                | 90                | 1.500           | Eliminato al 3°T da Gaël Monfils             |
| 12  | 21   | Novak Đoković         | 1.715                | 360                | 2000              | 3.355           | Vittoria in finale contro Kevin Anderson [8] |
| 13  | 32   | Milos Raonic          | 1.405                | 360                | 360               | 1.405           | Eliminato ai QF da John Isner [9]            |
| 14  | 11   | Diego Schwartzman     | 2.435                | 10                 | 45                | 2.470           | Eliminato al 2°T da Jiří Veselý              |
| 15  | 18   | Nick Kyrgios          | 1.855                | 10                 | 90                | 1.935           | Eliminato al 3°T da Kei Nishikori [24]       |
| 16  | 20   | Borna Ćorić           | 1.735                | 10                 | 10                | 1.735           | Eliminato al 1°T da Daniil Medvedev          |
| 17  | 19   | Lucas Pouille         | 1.835                | 45                 | 45                | 1.835           | Eliminato al 2°T da Dennis Novak [Q]         |
| 18  | 15   | Jack Sock             | 2.110                | 45                 | 10                | 2.075           | Eliminato al 1°T da Matteo Berrettini        |
| 19  | 16   | Fabio Fognini         | 2.030                | 90                 | 90                | 2.030           | Eliminato al 3°T da Jiří Veselý              |
| 20  | 12   | Pablo Carreño Busta   | 2.145                | 0                  | 10                | 2.155           | Eliminato al 1°T da Radu Albot               |
| 21  | 17   | Kyle Edmund           | 1.950                | 45                 | 90                | 1.995           | Eliminato al 3°T da Novak Đoković [12]       |
| 22  | 26   | Adrian Mannarino      | 1.580                | 180                | 180               | 1.580           | Eliminato al 4°T da Roger Federer [1]        |
| 23  | 31   | Richard Gasquet       | 1.465                | 10                 | 10                | 1.465           | Eliminato al 1°T da Gaël Monfils             |
| 24  | 28   | Kei Nishikori         | 1.530                | 90                 | 360               | 1.800           | Eliminato ai QF da Novak Đoković [12]        |
| 25  | 27   | Philipp Kohlschreiber | 1.575                | 10                 | 90                | 1.655           | Eliminato al 3°T da Kevin Anderson [8]       |
| 26  | 25   | Denis Shapovalov      | 1.588                | 0                  | 45                | 1.633           | Eliminato al 2°T da Benoît Paire             |
| 27  | 23   | Damir Džumhur         | 1.665                | 45                 | 45                | 1.665           | Eliminato al 2°T da Ernests Gulbis [Q]       |
| 28  | 30   | Filip Krajinović      | 1.489                | (80)†              | 10                | 1.419           | Eliminato al 1°T da Nicolás Jarry            |
| 29  | 29   | Marco Cecchinato      | 1.514                | 10+10              | 10+0              | 1.504           | Eliminato al 1°T da Alex de Minaur           |
| 30  | 34   | Fernando Verdasco     | 1.280                | 10                 | 10                | 1.280           | Eliminato al 1°T da Frances Tiafoe           |
| 31  | 35   | Stefanos Tsitsipas    | 1.254                | 35                 | 180               | 1.399           | Eliminato al 4°T da John Isner [9]           |
| 32  | 36   | Leonardo Mayer        | 1.235                | (48)†              | 10                | 1.197           | Eliminato al 1°T da Jan-Lennard Struff       |

† Il giocatore non si è qualificato per l'edizione 2017 del torneo ma difende i punti dell'ATP Challenger Tour 2017.

#### Teste di serie ritirate
| Rank | Giocatore             | Punteggio precedente | Punti da difendere | Nuovo punteggio | Motivo ritiro            |
| ---- | --------------------- | -------------------- | ------------------ | --------------- | ------------------------ |
| 14   | Roberto Bautista Agut | 2.120                | 180                | 1.940           | Infortunio all'anca      |
| 22   | Chung Hyeon           | 1.685                | 0                  | 1.685           | Infortunio alla caviglia |
| 24   | Tomáš Berdych         | 1.625                | 720                | 905             | Infortunio alla schiena  |
| 33   | Andrej Rublëv         | 1.281                | 70                 | 1.211           | Infortunio alla schiena  |

### Singolare femminile
Le teste di serie femminili sono assegnate seguendo la classifica WTA al 25 giugno 2018 eccetto nei casi in cui il comitato organizzatore, viste le potenzialità sull'erba di una determinata giocatrice. la includa nelle teste di serie per un tabellone più equilibrato.
Ranking e punteggio precedente al 2 luglio 2018.
| Tds | Rank | Giocatrice               | Punteggio precedente | Punti da difendere | Punti conquistati | Nuovo punteggio | Situazione                                     |
| --- | ---- | ------------------------ | -------------------- | ------------------ | ----------------- | --------------- | ---------------------------------------------- |
| 1   | 1    | Simona Halep             | 7.871                | 430                | 130               | 7.571           | Eliminata al 3°T da Hsieh Su-wei               |
| 2   | 2    | Caroline Wozniacki       | 6.910                | 240                | 70                | 6.740           | Eliminata al 2°T da Ekaterina Makarova         |
| 3   | 3    | Garbiñe Muguruza         | 6.550                | 2.000              | 70                | 4.620           | Eliminata al 2°T da Alison Van Uytvanck        |
| 4   | 4    | Sloane Stephens          | 5.463                | 10                 | 10                | 5.463           | Eliminata al 1°T da Donna Vekić                |
| 5   | 5    | Elina Svitolina          | 5.250                | 240                | 10                | 5.020           | Eliminata al 1°T da Tatjana Maria              |
| 6   | 6    | Caroline Garcia          | 4.960                | 240                | 10                | 4.730           | Eliminata al 1°T da Belinda Bencic             |
| 7   | 8    | Karolína Plíšková        | 4.315                | 70                 | 240               | 4.485           | Eliminata al 4°T da Kiki Bertens [20]          |
| 8   | 7    | Petra Kvitová            | 4.610                | 70                 | 10                | 4.550           | Eliminata al 1°T da Aljaksandra Sasnovič       |
| 9   | 9    | Venus Williams           | 3.971                | 1.300              | 130               | 2.801           | Eliminata al 3°T da Kiki Bertens [20]          |
| 10  | 11   | Madison Keys             | 3.536                | 70                 | 130               | 3.596           | Eliminata al 3°T da Evgenija Rodina [Q]        |
| 11  | 10   | Angelique Kerber         | 3.545                | 240                | 2.000             | 5.305           | Vittoria in finale contro Serena Williams [25] |
| 12  | 12   | Jeļena Ostapenko         | 3.437                | 430                | 780               | 3.787           | Eliminata in SF da Angelique Kerber [11]       |
| 13  | 13   | Julia Görges             | 3.210                | 10                 | 780               | 3.980           | Eliminata in SF da Serena Williams [25]        |
| 14  | 14   | Dar'ja Kasatkina         | 3.165                | 70                 | 430               | 3.525           | Eliminata ai QF da Angelique Kerber [11]       |
| 15  | 15   | Elise Mertens            | 2.635                | 10                 | 130               | 2.755           | Eliminata al 3°T da Dominika Cibulková         |
| 16  | 16   | CoCo Vandeweghe          | 2.603                | 430                | 10                | 2.183           | Eliminata al 1°T da Kateřina Siniaková         |
| 17  | 17   | Ashleigh Barty           | 2.435                | 10                 | 130               | 2.495           | Eliminata al 3°T da Dar'ja Kasatkina [14]      |
| 18  | 18   | Naomi Ōsaka              | 2.350                | 130                | 130               | 2.350           | Eliminata al 3°T da Angelique Kerber [11]      |
| 19  | 19   | Magdaléna Rybáriková     | 2.310                | 780                | 10                | 1.530           | Eliminata al 1°T da Sorana Cîrstea             |
| 20  | 20   | Kiki Bertens             | 2.090                | 10                 | 430               | 2.510           | Eliminata ai QF da Julia Görges [13]           |
| 21  | 21   | Anastasija Sevastova     | 2.005                | 70                 | 10                | 1.945           | Eliminata al 1°T da Camila Giorgi              |
| 22  | 24   | Johanna Konta            | 1.866                | 780                | 70                | 1.156           | Eliminata al 2°T da Dominika Cibulková         |
| 23  | 23   | Barbora Strýcová         | 1.915                | 70                 | 130               | 1.975           | Eliminata al 3°T da Julia Görges [13]          |
| 24  | 22   | Marija Šarapova          | 1.943                | 0                  | 10                | 1.953           | Eliminata al 1°T da Vitalija D'jačenko [Q]     |
| 25‡ | 181  | Serena Williams          | 315                  | 0                  | 1.300             | 1.615           | Sconfitta in finale da Angelique Kerber [11]   |
| 26  | 25   | Daria Gavrilova          | 1.765                | 10                 | 130               | 1.885           | Eliminata al 3°T da Aljaksandra Sasnovič       |
| 27  | 26   | Carla Suárez Navarro     | 1.677                | 70                 | 130               | 1.737           | Eliminata al 3°T da Belinda Bencic             |
| 28  | 27   | Anett Kontaveit          | 1.656                | 130                | 130               | 1.656           | Eliminata al 3°T da Alison Van Uytvanck        |
| 29  | 28   | Mihaela Buzărnescu       | 1.648                | (85)†              | 130               | 1.693           | Eliminata al 3°T da Karolína Plíšková [7]      |
| 30  | 29   | Anastasija Pavljučenkova | 1.596                | 10                 | 10                | 1.596           | Eliminata al 1°T da Hsieh Su-wei               |
| 31  | 31   | Zhang Shuai              | 1.545                | 10                 | 10                | 1.545           | Eliminata al 1°T da Andrea Petković            |
| 32  | 30   | Agnieszka Radwańska      | 1.580                | 240                | 70                | 1.410           | Eliminata al 2°T da Lucie Šafářová             |
| N/A | 33   | Dominika Cibulková       | 1.385                | 130                | 430               | 1.685           | Eliminata ai QF da Jeļena Ostapenko [12]       |
| N/A | 52   | Camila Giorgi            | 1.016                | 130                | 430               | 1.316           | Eliminata ai QF da Serena Williams [25]        |

† La giocatrice non si è qualificata per l'edizione 2017 del torneo. Di conseguenza vengono dedotti i punti del suo 16º miglior piazzamento stagionale.

‡ Serena Williams ha ricevuto dagli organizzatori la testa di serie numero 25. Attualmente è classificata al numero 183 nel ranking mondiale dopo la lunga pausa per la maternità.

## Teste di serie nel doppio
| Legenda colori          |
| Vincitori               |
| Finalisti               |
| Semifinalisti           |
| Quarti di finale        |
| Eliminati al 1T, 2T, 3T |

### Doppio maschile
| Coppia                | Coppia                 | Rank1 | Tds |
| --------------------- | ---------------------- | ----- | --- |
| Oliver Marach         | Mate Pavić             | 3     | 1   |
| Łukasz Kubot          | Marcelo Melo           | 7     | 2   |
| Henri Kontinen        | John Peers             | 15    | 3   |
| Pierre-Hugues Herbert | Nicolas Mahut          | 19    | 4   |
| Jamie Murray          | Bruno Soares           | 27    | 5   |
| Juan Sebastián Cabal  | Robert Farah           | 28    | 6   |
| Mike Bryan            | Jack Sock              | 31    | 7   |
| Nikola Mektić         | Alexander Peya         | 37    | 8   |
| Aisam-ul-Haq Qureshi  | Jean-Julien Rojer      | 44    | 9   |
| Ivan Dodig            | Rajeev Ram             | 46    | 10  |
| Pablo Cuevas          | Marcel Granollers      | 50    | 11  |
| Rohan Bopanna         | Édouard Roger-Vasselin | 50    | 12  |
| Raven Klaasen         | Michael Venus          | 53    | 13  |
| Ben McLachlan         | Jan-Lennard Struff     | 61    | 14  |
| Dominic Inglot        | Franko Škugor          | 66    | 15  |
| Maks Mirny            | Philipp Oswald         | 75    | 16  |

- 1 Ranking al 25 giugno 2018.

### Doppio femminile
| Coppia                    | Coppia                      | Rank1 | Tds |
| ------------------------- | --------------------------- | ----- | --- |
| Tímea Babos               | Kristina Mladenovic         | 12    | 1   |
| Andrea Sestini Hlaváčková | Barbora Strýcová            | 12    | 2   |
| Barbora Krejčíková        | Kateřina Siniaková          | 15    | 3   |
| Andreja Klepač            | María José Martínez Sánchez | 26    | 4   |
| Latisha Chan              | Peng Shuai                  | 27    | 5   |
| Gabriela Dabrowski        | Xu Yifan                    | 27    | 6   |
| Chan Hao-ching            | Yang Zhaoxuan               | 34    | 7   |
| Elise Mertens             | Demi Schuurs                | 41    | 8   |
| Kiki Bertens              | Johanna Larsson             | 45    | 9   |
| Ashleigh Barty            | Coco Vandeweghe             | 48    | 10  |
| Raquel Atawo              | Anna-Lena Grönefeld         | 49    | 11  |
| Nicole Melichar           | Květa Peschke               | 51    | 12  |
| Kirsten Flipkens          | Monica Niculescu            | 63    | 13  |
| Lucie Hradecká            | Hsieh Su-wei                | 67    | 14  |
| Irina-Camelia Begu        | Mihaela Buzărnescu          | 72    | 15  |
| Ljudmyla Kičenok          | Alla Kudrjavceva            | 77    | 16  |
| Vania King                | Katarina Srebotnik          | 79    | 17  |

- 1 Ranking al 25 giugno 2018.

### Doppio misto
| Team                   | Team                        | Rank1 | Tds |
| ---------------------- | --------------------------- | ----- | --- |
| Mate Pavić             | Gabriela Dabrowski          | 10    | 1   |
| Bruno Soares           | Ekaterina Makarova          | 15    | 2   |
| Ivan Dodig             | Latisha Chan                | 21    | 3   |
| Jean-Julien Rojer      | Demi Schuurs                | 27    | 4   |
| Nikola Mektić          | Chan Hao-ching              | 29    | 5   |
| Édouard Roger-Vasselin | Andrea Sestini Hlaváčková   | 31    | 6   |
| Robert Farah           | Anna-Lena Grönefeld         | 34    | 7   |
| Rajeev Ram             | Andreja Klepač              | 42    | 8   |
| Michael Venus          | Katarina Srebotnik          | 51    | 9   |
| Juan Sebastián Cabal   | Abigail Spears              | 52    | 10  |
| Alexander Peya         | Nicole Melichar             | 52    | 11  |
| Matwé Middelkoop       | Johanna Larsson             | 55    | 12  |
| Maks Mirny             | Květa Peschke               | 56    | 13  |
| Ben McLachlan          | Eri Hozumi                  | 59    | 14  |
| Marcelo Demoliner      | María José Martínez Sánchez | 61    | 15  |
| Henri Kontinen         | Heather Watson              | 65    | 16  |

- 1 Ranking al 2 luglio 2018.

## Wildcard
Ai seguenti giocatori è stata assegnata una wildcard per accedere al tabellone principale.

### Singolare maschile
- Liam Broady
- Jay Clarke
- Denis Kudla
- Serhij Stachovs'kyj

### Singolare femminile
- Katie Boulter
- Naomi Broady
- Harriet Dart
- Katy Dunne
- Ons Jabeur
- Tereza Smitková
- Katie Swan
- Gabriella Taylor

### Doppio maschile
- Luke Bambridge /  Jonny O'Mara
- Alex Bolt /  Lleyton Hewitt
- Liam Broady /  Scott Clayton
- Jay Clarke /  Cameron Norrie
- Jürgen Melzer /  Daniel Nestor
- Frederik Nielsen /  Joe Salisbury

### Doppio femminile
- Katie Boulter /  Katie Swan
- Naomi Broady /  Asia Muhammad
- Harriet Dart /  Katy Dunne

### Doppio misto
- Luke Bambridge /  Katie Boulter
- Jay Clarke /  Harriet Dart
- Dominic Inglot /  Samantha Stosur
- Thanasi Kokkinakis /  Ashleigh Barty
- Joe Salisbury /  Katy Dunne

## Ranking protetto
I seguenti giocatori sono entrati in tabellone con il ranking protetto:

### Singolare maschile
- James Duckworth
- Yoshihito Nishioka

### Singolare femminile
- Serena Williams
- Zheng Saisai

## Qualificazioni

### Singolare maschile
1. Christian Harrison
2. Ruben Bemelmans
3. Dennis Novak
4. Grégoire Barrère
5. Stefano Travaglia
6. Norbert Gombos
7. Stéphane Robert
8. Jason Kubler
9. Yannick Maden
10. John-Patrick Smith
11. Cristian Garín
12. Ernests Gulbis
13. Alex Bolt
14. Benjamin Bonzi
15. Bradley Klahn
16. Thomas Fabbiano

Lucky Loser
1. Bernard Tomić
2. Peter Polansky
3. Michael Mmoh
4. Hubert Hurkacz
5. Lorenzo Sonego
6. Simone Bolelli
7. Jason Jung

### Singolare femminile
1. Alexandra Dulgheru
2. Eugenie Bouchard
3. Sara Sorribes Tormo
4. Antonia Lottner
5. Claire Liu
6. Vera Zvonarëva
7. Viktorija Tomova
8. Mona Barthel
9. Evgenija Rodina
10. Elena-Gabriela Ruse
11. Vitalija D'jačenko
12. Barbora Štefková

Lucky Loser
1. Mariana Duque Mariño
2. Caroline Dolehide

### Doppio maschile
1. Sriram Balaji /  Vishnu Vardhan
2. Kevin Krawietz /  Andreas Mies
3. Andre Begemann /  Yasutaka Uchiyama
4. Austin Krajicek /  Jeevan Nedunchezhiyan

### Doppio femminile
1. Ysaline Bonaventure /  Bibiane Schoofs
2. Alexa Guarachi /  Erin Routliffe
3. Han Xinyun /  Luksika Kumkhum
4. Arina Rodionova /  Maryna Zanevs'ka

## Ritiri
I seguenti giocatori sono stati ammessi di diritto nel tabellone principale, ma si sono ritirati a causa di infortuni o altri motivi.
Prima del torneo
Singolare maschile
- Roberto Bautista Agut → sostituito da  Peter Polansky
- Tomáš Berdych → sostituito da  Guido Andreozzi
- Chung Hyeon → sostituito da  Lorenzo Sonego
- Aleksandr Dolhopolov → sostituito da  Simone Bolelli
- Nicolás Kicker → sostituito da  Dudi Sela
- Lu Yen-hsun → sostituito da  Bernard Tomić
- Andy Murray → sostituito da  Jason Jung
- Andrej Rublëv → sostituito da  Hubert Hurkacz
- Viktor Troicki → sostituito da  Michael Mmoh
- Jo-Wilfried Tsonga → sostituito da  Laslo Đere

Singolare femminile
- Timea Bacsinszky → sostituita da  Mariana Duque Mariño
- Catherine Bellis → sostituita da  Arantxa Rus
- Zarina Dijas → sostituita da  Caroline Dolehide
- Sara Errani → sostituita da  Viktorija Golubic
- Beatriz Haddad Maia → sostituita da  Anna Blinkova
- Laura Siegemund → sostituita da  Jana Fett
- Elena Vesnina → sostituita da  Andrea Petković

## Tennisti partecipanti ai singolari

### Singolare maschile
- Singolare maschile

| Campione                 | Campione                | Finalista              | Finalista                  |
| ------------------------ | ----------------------- | ---------------------- | -------------------------- |
| Novak Đoković [12]       | Novak Đoković [12]      | Kevin Anderson [8]     | Kevin Anderson [8]         |
| Semifinalisti            |                         |                        |                            |
| John Isner [9]           | John Isner [9]          | Rafael Nadal [2]       | Rafael Nadal [2]           |
| Eliminati ai quarti      |                         |                        |                            |
| Roger Federer [1]        | Milos Raonic [13]       | Kei Nishikori [24]     | Juan Martín del Potro [5]  |
| Eliminati agli ottavi    |                         |                        |                            |
| Adrian Mannarino [22]    | Gaël Monfils            | Mackenzie McDonald     | Stefanos Tsitsipas [31]    |
| Karen Chačanov           | Ernests Gulbis (Q)      | Gilles Simon           | Jiří Veselý                |
| Eliminati al 3º turno    |                         |                        |                            |
| Jan-Lennard Struff       | Daniil Medvedev         | Sam Querrey [11]       | Philipp Kohlschreiber [25] |
| Guido Pella              | Dennis Novak (Q)        | Radu Albot             | Thomas Fabbiano (Q)        |
| Frances Tiafoe           | Kyle Edmund [21]        | Nick Kyrgios [15]      | Alexander Zverev [4]       |
| Benoît Paire             | Matthew Ebden           | Fabio Fognini [19]     | Alex de Minaur             |
| Eliminati al 2º turno    |                         |                        |                            |
| Lukáš Lacko              | Ivo Karlović            | Ryan Harrison          | Guillermo García López     |
| Serhij Stachovs'kyj (WC) | Paolo Lorenzi           | Gilles Müller          | Andreas Seppi              |
| Marin Čilić [3]          | Nicolás Jarry           | Lucas Pouille [17]     | John Millman               |
| Ruben Bemelmans (Q)      | Aljaž Bedene            | Jared Donaldson        | Stan Wawrinka              |
| Marcos Baghdatis         | Julien Benneteau        | Bradley Klahn (Q)      | Horacio Zeballos           |
| Robin Haase              | Bernard Tomić (LL)      | Damir Džumhur [27]     | Taylor Fritz               |
| Feliciano López          | Denis Shapovalov [26]   | Matteo Berrettini      | Stéphane Robert (Q)        |
| Diego Schwartzman [14]   | Simone Bolelli (LL)     | Pierre-Hugues Herbert  | Michail Kukuškin           |
| Eliminati al 1º turno    |                         |                        |                            |
| Dušan Lajović            | Benjamin Bonzi (Q)      | Michail Južnyj         | Leonardo Mayer [32]        |
| Cristian Garín (Q)       | Roberto Carballés Baena | Gastão Elias           | Borna Ćorić [16]           |
| Jordan Thompson          | João Sousa              | Laslo Đere             | Richard Gasquet [23]       |
| Evgenij Donskoj          | Michael Mmoh (LL)       | John-Patrick Smith (Q) | Norbert Gombos (Q)         |
| Yoshihito Nishioka (PR)  | Jason Kubler (Q)        | Ričardas Berankis      | Filip Krajinović [28]      |
| Denis Kudla (WC)         | Peter Polansky (LL)     | Stefano Travaglia (Q)  | Liam Broady (WC)           |
| Yannick Maden (Q)        | Steve Johnson           | Cameron Norrie         | Pablo Carreño Busta [20]   |
| Grégoire Barrère (Q)     | Malek Jaziri            | Yuki Bhambri           | Grigor Dimitrov [6]        |
| Dominic Thiem [7]        | David Ferrer            | Márton Fucsovics       | Fernando Verdasco [30]     |
| Alex Bolt (Q)            | Yūichi Sugita           | Guido Andreozzi        | Tennys Sandgren            |
| Denis Istomin            | Marius Copil            | Hubert Hurkacz (LL)    | Christian Harrison (Q)     |
| Maximilian Marterer      | Jay Clarke (WC)         | Lorenzo Sonego (LL)    | James Duckworth (PR)       |
| Peter Gojowczyk          | Federico Delbonis       | Jason Jung (LL)        | Jérémy Chardy              |
| Jack Sock [16]           | Nikoloz Basilašvili     | Albert Ramos Viñolas   | David Goffin [10]          |
| Mirza Bašić              | Florian Mayer           | Pablo Cuevas           | Tarō Daniel                |
| Marco Cecchinato [29]    | Miša Zverev             | Vasek Pospisil         | Dudi Sela                  |

### Singolare femminile
- Singolare femminile

| Campionessa               | Campionessa               | Finalista                 | Finalista                     |
| ------------------------- | ------------------------- | ------------------------- | ----------------------------- |
| Angelique Kerber [11]     | Angelique Kerber [11]     | Serena Williams [25‡]     | Serena Williams [25‡]         |
| Semifinaliste             |                           |                           |                               |
| Jeļena Ostapenko [12]     | Jeļena Ostapenko [12]     | Julia Görges [13]         | Julia Görges [13]             |
| Eliminate ai quarti       |                           |                           |                               |
| Dominika Cibulková        | Dar'ja Kasatkina [14]     | Kiki Bertens [20]         | Camila Giorgi                 |
| Eliminate agli ottavi     |                           |                           |                               |
| Hsieh Su-wei              | Aljaksandra Sasnovič      | Alison Van Uytvanck       | Belinda Bencic                |
| Karolína Plíšková [7]     | Donna Vekić               | Evgenija Rodina (Q)       | Ekaterina Makarova            |
| Eliminate al 3º turno     |                           |                           |                               |
| Simona Halep [1]          | Elise Mertens [15]        | Vitalija D'jačenko (Q)    | Dar'ja Gavrilova [26]         |
| Anett Kontaveit [28]      | Ashleigh Barty [17]       | Naomi Ōsaka [18]          | Carla Suárez Navarro [27]     |
| Mihaela Buzărnescu [29]   | Venus Williams [9]        | Barbora Strýcová [23]     | Yanina Wickmayer              |
| Kristina Mladenovic       | Madison Keys [10]         | Kateřina Siniaková        | Lucie Šafářová                |
| Eliminate al 2º turno     |                           |                           |                               |
| Zheng Saisai (PR)         | Lara Arruabarrena         | Johanna Konta [22]        | Sachia Vickery                |
| Kirsten Flipkens          | Sofia Kenin               | Samantha Stosur           | Taylor Townsend               |
| Garbiñe Muguruza [3]      | Jennifer Brady            | Eugenie Bouchard (Q)      | Julija Putinceva              |
| Claire Liu (Q)            | Katie Boulter (WC)        | Sara Sorribes Tormo (Q)   | Alison Riske                  |
| Viktoryja Azaranka        | Katie Swan (WC)           | Anna Blinkova             | Alexandra Dulgheru (Q)        |
| Vera Lapko                | Lesja Curenko             | Andrea Petković           | Rebecca Peterson              |
| Tatjana Maria             | Viktorija Tomova (Q)      | Sorana Cîrstea            | Luksika Kumkhum               |
| Ons Jabeur (WC)           | Madison Brengle           | Agnieszka Radwańska [32]  | Caroline Wozniacki [2]        |
| Eliminate al 1º turno     |                           |                           |                               |
| Kurumi Nara               | Wang Qiang                | Ana Bogdan                | Anastasija Pavljučenkova [30] |
| Natal'ja Vichljanceva     | Alizé Cornet              | Markéta Vondroušová       | Danielle Collins              |
| Katy Dunne (WC)           | Heather Watson            | Maria Sakkarī             | Marija Šarapova [24]          |
| Caroline Dolehide (LL)    | Peng Shuai                | Pauline Parmentier        | Petra Kvitová [8]             |
| Naomi Broady (WC)         | Polona Hercog             | Kateryna Kozlova          | Denisa Allertová              |
| Stefanie Vögele           | Gabriella Taylor (WC)     | Magda Linette             | Jana Fett                     |
| Vera Zvonarëva (Q)        | Ana Konjuh                | Verónica Cepede Royg      | Monica Niculescu              |
| Carina Witthöft           | Kaia Kanepi               | Mariana Duque Mariño (LL) | Caroline Garcia [6]           |
| Harriet Dart (WC)         | Ekaterina Aleksandrova    | Irina-Camelia Begu        | Aryna Sabalenka               |
| Barbora Štefková (Q)      | Wang Yafan                | Kristýna Plíšková         | Johanna Larsson               |
| Mónica Puig               | Christina McHale          | Tímea Babos               | Svetlana Kuznecova            |
| Zhang Shuai [31]          | Mona Barthel (Q)          | Viktória Kužmová          | Sloane Stephens [4]           |
| Elina Svitolina [5]       | Anna Karolína Schmiedlová | Tereza Smitková (WC)      | Arantxa Rus                   |
| Magdaléna Rybáriková [19] | Antonia Lottner (Q)       | Bernarda Pera             | Ajla Tomljanović              |
| Coco Vandeweghe [16]      | Viktorija Golubic         | Aleksandra Krunić         | Anastasija Sevastova [21]     |
| Elena-Gabriela Ruse (Q)   | Kateryna Bondarenko       | Petra Martić              | Varvara Lepchenko             |

## Campioni

### Senior

#### Singolare maschile
Novak Đoković ha sconfitto in finale  Kevin Anderson con il punteggio di 6-2, 6-2, 7–6(3).

#### Singolare femminile
Angelique Kerber ha sconfitto in finale  Serena Williams con il punteggio di 6-3, 6-3.

#### Doppio maschile
Mike Bryan /  Jack Sock hanno sconfitto in finale  Raven Klaasen /  Michael Venus con il punteggio di 6-3, 6(7)–7, 6-3, 5-7, 7-5.

#### Doppio femminile
Barbora Krejčíková /  Kateřina Siniaková hanno sconfitto in finale  Nicole Melichar /  Květa Peschke con il punteggio di 6-4, 4-6, 6-0.

#### Doppio misto
Alexander Peya /  Nicole Melichar hanno sconfitto in finale  Jamie Murray /  Viktoryja Azaranka con il punteggio di 7-6(1), 6-3.

### Junior

#### Singolare ragazzi
Tseng Chun-hsin ha sconfitto in finale  Jack Draper con il punteggio di 6–1, 6(2)–7, 6–4.

#### Singolare ragazze
Iga Świątek ha sconfitto in finale  Leonie Küng con il punteggio di 6-4, 6-2.

#### Doppio ragazzi
Yankı Erel /  Otto Virtanen hanno sconfitto in finale  Nicolás Mejía /  Ondřej Štyler con il punteggio di 7-6(1), 6-4.

#### Doppio ragazze
Wang Xinyu /  Wang Xiyu hanno sconfitto in finale  Caty McNally /  Whitney Osuigwe con il punteggio di 6-2, 6-1.

### Tennisti in carrozzina

#### Singolare maschile carrozzina
Stefan Olsson ha sconfitto in finale  Gustavo Fernández con il punteggio di 6-2, 0-6, 6-3.

#### Singolare femminile carrozzina
Diede de Groot ha sconfitto in finale  Aniek van Koot con il punteggio di 6-3, 6-2.

#### Doppio maschile carrozzina
Alfie Hewett /  Gordon Reid hanno sconfitto in finale  Joachim Gérard /  Stefan Olsson con il punteggio di 6-1, 6-4.

#### Doppio femminile carrozzina
Diede de Groot /  Yui Kamiji hanno sconfitto in finale  Sabine Ellerbrock /  Lucy Shuker con il punteggio di 6-1, 6-1.

### Altri eventi

#### Doppio maschile per invito
Tommy Haas /  Mark Philippoussis hanno sconfitto in finale  Colin Fleming /  Xavier Malisse con il punteggio di 7–6(4), 6-4.

#### Doppio maschile per invito senior
Jonas Björkman /  Todd Woodbridge hanno sconfitto in finale  Richard Krajicek /  Mark Petchey con il punteggio di 6-4, 6-3.

#### Doppio femminile per invito
Kim Clijsters /  Rennae Stubbs hanno sconfitto in finale  Cara Black /  Martina Navrátilová con il punteggio di 6-3, 6-4.

## Punti e montepremi

### Distribuzione dei punti
Di seguito le tabelle per ciascuna competizione, che mostrano i punti validi per il ranking per ogni evento.

#### Tornei uomini e donne
| Evento              | V    | F    | SF  | QF  | 4T  | 3T  | 2T | 1T   | Q    | Q3   | Q2   | Q1   |
| Singolare maschile  | 2000 | 1200 | 720 | 360 | 180 | 90  | 45 | 10   | 25   | 16   | 8    | 0    |
| Doppio maschile     | 2000 | 1200 | 720 | 360 | 180 | 90  | 0  | N.D. | N.D. | N.D. | N.D. | N.D. |
| Singolare femminile | 2000 | 1300 | 780 | 430 | 240 | 130 | 70 | 10   | 40   | 30   | 20   | 2    |
| Doppio femminile    | 2000 | 1300 | 780 | 430 | 240 | 130 | 10 | N.D. | N.D. | N.D. | N.D. | N.D. |

#### Carrozzina
| Evento    | V   | F   | SF  | QF   |
| Singolare | 800 | 500 | 375 | 100  |
| Doppio    | 800 | 500 | 100 | N.D. |

#### Junior
| Evento            | V    | F   | SF  | QF  | 2T  | 1T   | Q    | Q3   |
| Singolare ragazzi | 1000 | 600 | 370 | 200 | 100 | 45   | 30   | 20   |
| Singolare ragazze | 1000 | 600 | 370 | 200 | 100 | 45   | 30   | 20   |
| Doppio ragazzi    | 750  | 450 | 275 | 150 | 75  | N.D. | N.D. | N.D. |
| Doppio ragazze    | 750  | 450 | 275 | 150 | 75  | N.D. | N.D. | N.D. |

### Montepremi
Il montepremi complessivo per il 2018 è di 34.000.000 £.
| Evento                  | V          | F          | SF       | QF       | 4T       | 3T       | 2T      | 1T      | Q3      | Q2     | Q1     |
| Singolare               | £2,250,000 | £1,125,000 | £562,000 | £281,000 | £163,000 | £100,000 | £63,000 | £39,000 | £19,500 | £9,750 | £4,875 |
| Doppio*                 | £450,000   | £225,000   | £112,000 | £56,000  | £29,000  | £17,750  | £11,500 | N.D.    | N.D.    | N.D.   | N.D.   |
| Doppio misto*           | £110,000   | £55,000    | £27,500  | £13,750  | £6,500   | £3,250   | £1,625  | N.D.    | N.D.    | N.D.   | N.D.   |
| Singolare in carrozzina | £40,000    | £20,000    | £13,000  | £8,500   | N.D.     | N.D.     | N.D.    | N.D.    | N.D.    | N.D.   | N.D.   |
| Doppio in carrozzina*   | £14,000    | £7,000     | £4,500   | N.D.     | N.D.     | N.D.     | N.D.    | N.D.    | N.D.    | N.D.   | N.D.   |
| Doppio per invito       | £26,000    | £22,000    | £19,000  | N.D.     | N.D.     | N.D.     | N.D.    | N.D.    | N.D.    | N.D.   | N.D.   |

* per team